# Épisodes de Three Rivers
Cet article présente le guide des épisodes de la série télévisée américaine Three Rivers.

## Épisodes

### Épisode 1:Une journée presque ordinaire
- États-Unis : 4 octobre 2009 sur CBS
- France : 
  - 4 mai 2010 sur Série Club
  - 26 juin 2012 sur M6
- Belgique : 12 mai 2013 sur RTL-TVI

### Épisode 2:L'Arrache-cœur
- États-Unis : 11 octobre 2009 sur CBS
- France : 26 juin 2012 sur M6

### Épisode 3:La Peur de vivre
- États-Unis : 18 octobre 2009 sur CBS
- France : 3 juillet 2012 sur M6

### Épisode 4:Code vert
- États-Unis : 25 octobre 2009 sur CBS
- France : 3 juillet 2012 sur M6

### Épisode 5:Un seul être vous manque
- États-Unis : 1er novembre 2009 sur CBS
- France : 10 juillet 2012 sur M6

### Épisode 6:L'Instant de vérité
- États-Unis : 8 novembre 2009 sur CBS
- France : 10 juillet 2012 sur M6

### Épisode 7:Question d'éthique
- États-Unis : 15 novembre 2009 sur CBS
- France : 17 juillet 2012 sur M6

### Épisode 8:Mauvais karma
- États-Unis : 22 novembre 2009 sur CBS
- France : 17 juillet 2012 sur M6

### Épisode 9:L'Ironie du sort
- États-Unis : 5 juin 2010 sur CBS
- France : 24 juillet 2012 sur M6

### Épisode 10:Sauver ou périr
- États-Unis : 12 juin 2010 sur CBS
- France : 24 juillet 2012 sur M6

### Épisode 11:Rien n'est joué
- États-Unis : 19 juin 2010 sur CBS
- France : 31 juillet 2012 sur M6

### Épisode 12:Tourner la page
- États-Unis : 26 juin 2010 sur CBS
- France : 7 août 2012 sur M6

### Épisode 13:Place au rêve
- États-Unis : 3 juillet 2010 sur CBS
- France : 7 août 2012 sur M6